# Придніпровська низовина

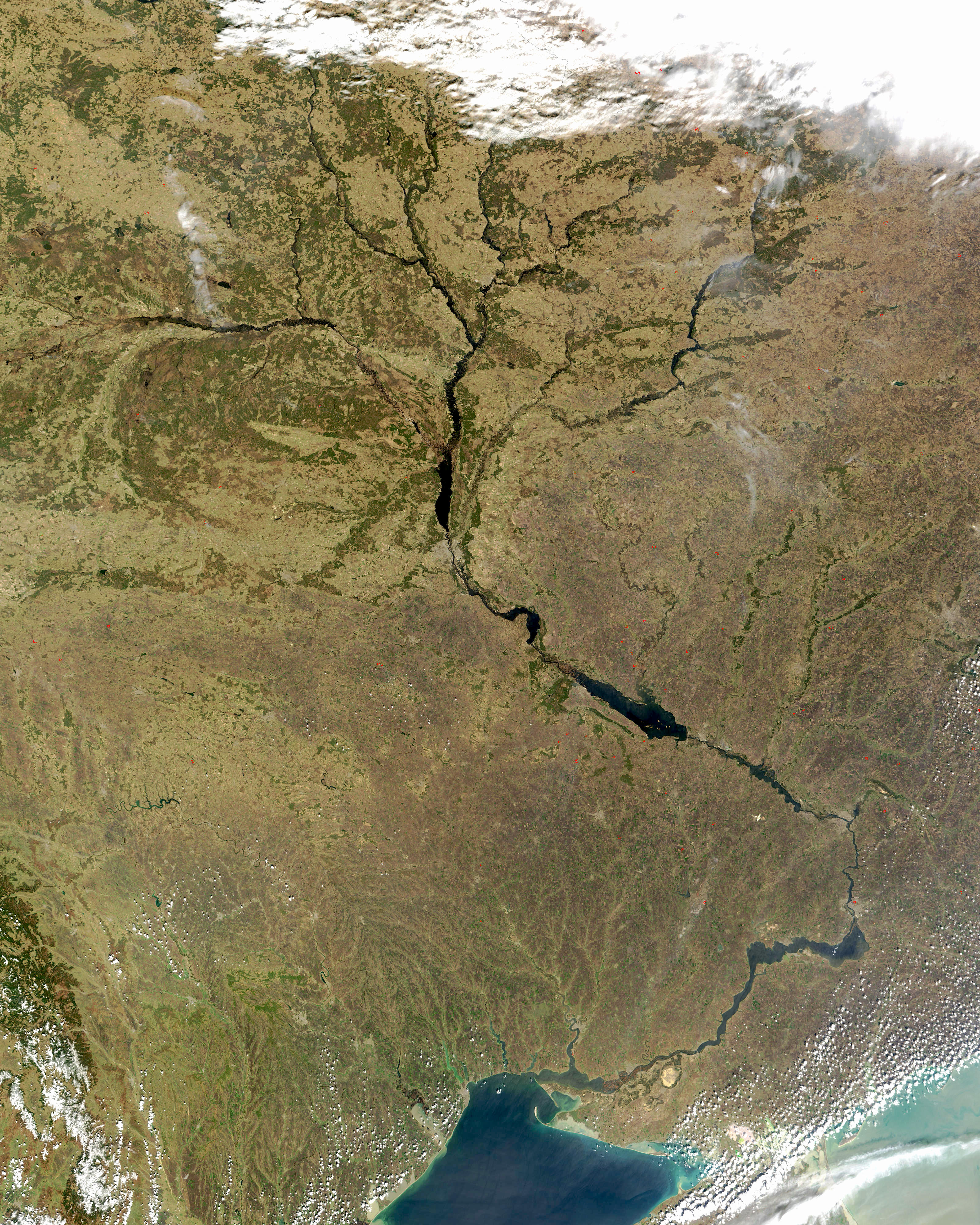
Дніпро і Придніпровська низовина з космосу

Придніпро́вська низовина́ (Дніпровська низовина) — низовина на півдні Східно-Європейської рівнини, на лівобережжі Дніпра, у межах Білорусі та України (Чернігівської, Сумської, Полтавської та частково Київської, Черкаської, Дніпропетровської і Харківської областей).
Придніпровська низовина є широкою долиною Дніпра та системою надзаплавних терас. Обмежена Середньоруською і Придніпровською височинами. На півдні межує з Донецькою та Приазовською височинами і Причорноморською низовиною.
У межах Придніпровської низовини виділяють дві підобласті: Придніпровську рівнину та Полтавську рівнину.
Висота 50—160 м, найбільша 236 м, ширина до 120 км. Складена флювіо-гляціальними і алювіально-озерними пісками, суглинками, лесами і лесоподібними суглинками. Велика частина розорана. Характеризується високим сільськогосподарським освоєнням, розвиненим тваринництвом і землеробством.
Геоструктурно відповідає Дніпровсько-Донецькій западині. Родовища нафти і газу (Дніпровсько-Донецька нафтогазоносна область), кам'яної солі та будівельних матеріалів.